# Hemirhamphodon tengah
Hemirhamphodon tengah is een straalvinnige vissensoort uit de familie van de Zenarchopterida. De wetenschappelijke naam van de soort is voor het eerst geldig gepubliceerd in 1991 door Collette.